# Cristian Leiva
Cristian Gustavo Leiva (Chilecito, 26 de septiembre de 1977) es un futbolista argentino que se desempeñó en el puesto de volante en Banfield.

## Trayectoria
Nació en Chilecito, Provincia de La Rioja (Argentina), sin embargo se formó en las inferiores de Club Atlético Chilecito, luego en Banfield en donde debutó como profesional en el año 1997 y donde perteneció hasta el 2002, luego tuvo un breve paso por el fútbol de Chipre jugando en el Archu en donde solo permaneció 6 meses, luego jugó otros 6 meses en el Cruz Azul de México. Volvió a la Argentina para jugar con la camiseta de Gimnasia y Esgrima La Plata, pero no se pudo adaptar y solo permaneció en el club 6 meses, y volvió a Banfield. En su vuelta a Banfield permaneció 3 años siendo una pieza funtamental de una defensa bien sólida, ese buen paso le permitió emigrar al Anderlecht de Bélgica en donde permaneció 1 año y luego pasó 6 meses por el Olympic Charleroi del mismo país, una vez acabado su paso por Bélgica vuelve a Sudamérica para sumarse al Club Olimpia de Paraguay con el cual jugó la Copa Libertadores de América permaneció 6 meses en el Fútbol Paraguayo y volvió a la Argentina para jugar en Godoy Cruz 6 meses, luego pasó a San Lorenzo en donde permaneció 1 año. Después de un paso flojo por San Lorenzo paso a Arsenal de Sarandi en donde permaneció 1 año con muy buenas actuaciones pero debido a una serie de lesiones se tuvo que ir. Su próximo destino sería Defensa y Justicia de la Segunda División en donde jugó 6 meses siendo un pilar en la defensa, luego pasó a Club Atlético Huracán también de la Segunda División, jugando 1 año allí para luego volver y cumplir con su tercer ciclo en Banfield, terminado sus primeros 6 meses en el club, amago con dejar el fútbol por problemas personales que venia arrastrando hace varios años, sin embargo lo convencieron de terminar el torneo, al retirarse del fútbol se llevó consigo el cariño de la parcialidad Banfileña.

## Clubes
| Club                            | País      | Año         |
| ------------------------------- | --------- | ----------- |
| Banfield                        | Argentina | 1997 - 2002 |
| Cruz Azul                       | México    | 2002        |
| Gimnasia y Esgrima La Plata     | Argentina | 2003        |
| Banfield                        | Argentina | 2003 - 2006 |
| Anderlecht                      | Bélgica   | 2006 - 2007 |
| Sporting Charleroi              | Bélgica   | 2008        |
| Club Olimpia                    | Paraguay  | 2008        |
| Godoy Cruz                      | Argentina | 2009        |
| San Lorenzo                     | Argentina | 2009 - 2010 |
| Arsenal                         | Argentina | 2010 - 2011 |
| Defensa y Justicia              | Argentina | 2011        |
| Club Atlético Huracán           | Argentina | 2011 - 2012 |
| Banfield                        | Argentina | 2012 - 2014 |
| Club Atlético Américo Tesorieri | Argentina | 2014 - 2017 |
| Club Atlético Chilecito         | Argentina | 2018 -      |